# Christmas in Love
Pour plus de détails, voir Fiche technique et Distribution.
Christmas in Love est un film italien réalisé par Neri Parenti, sorti en 2004. 
Il fait partie de la série de comédies de Noël qu'on a appelée ciné-panettone, interprétées par le tandem Massimo Boldi - Christian De Sica.

## Synopsis
Trois couples se font et se défont pendant des vacances de  Noël à Gstaad. Fabrizio Barbetti et Lisa Pinzoni, divorcés qui veulent se remarier entre eux mais non sans se préoccuper du sort de leurs actuels conjoints, lesquels étaient en fait les instigateurs de la rencontre. Guido Baldi veut vivre une aventure avec une jeune femme de l'âge de sa fille, mais retrouve justement sa fille dans les lieux, au bras d'un  vieux beau. Concetta La Rosa est amoureuse de l'acteur Ronn Moss de la série Amour, Gloire et Beauté, et gagne un week-end de rêve avec lui : alors qu'il se prête moyennement aux soupirs amoureux de son adoratrice, ce dernier perd la mémoire... Trois finales viennent conclure cette farce amoureuse de Noël, l'une romantique, l'autre tristement ironique, et la troisième en feu d'artifice.

## Fiche technique
- Titre : Christmas in Love
- Réalisateur : Neri Parenti
- Scénario : Fausto Brizzi, Marco Martani, Neri Parenti
- Producteur : Aurelio De Laurentiis
- Photographie : Gianlorenzo Battaglia
- Montage : Luca Montanari
- Effets spéciaux : Claudio Napoli
- Musique : Bruno Zambrini, Alessandro Zambrini
- Son : Dolby Digital 5.1 et Dolby Surround
- Genre : Comédie
- Durée : 118 minutes

## Distribution
- Christian De Sica : Fabrizio Barbetti
- Massimo Boldi : Guido Baldi
- Sabrina Ferilli : Lisa Pinzoni
- Anna Maria Barbera: Concetta La Rosa
- Ronn Moss: lui-même
- Tosca D'Aquino : Angela Barbetti
- Cesare Bocci : Gabriele Perla
- Cristiana Capotondi : Monica Baldi
- Danny DeVito : Brad La Guardia
- Alena Seredova : Sofia
- Barbara Scoppa : Loredana
- Alessandra Costanzo : Rosalia
- Emma Cardillo : Carmela
- Alessandra Ingargiola : Nuzza
- Ruza Madarevic : Victoria
- Jaume Queralt : Joaquim

## Liens entre les filmspanettone
La finale explosive se présente dans un vaste feu d'artifice, clin d'œil à Natale sul Nilo.

## Aspects économiques
Le succès économique du film est notable : 17 441 993 €. 

## Acteurs non italiens
Deux acteurs américains interviennent : Ronn Moss et Danny DeVito.

## Récompenses et distinctions
David di Donatello 2005 : Pour la meilleure chanson originale (Christmas in love, écrite par Marva Jan Marrow et Tony Renis)

## Source de la traduction
- (it) Cet article est partiellement ou en totalité issu de l’article de Wikipédia en italien intitulé « Christmas in Love » (voir la liste des auteurs).